# Be Big
Be big! is een korte film van Laurel en Hardy uit 1931.

## Verhaal
Laurel en Hardy staan op het punt om met hun vrouwen een weekendje weg te gaan als ze een uitnodiging ontvangen voor een feest dat die avond ter ere van hen wordt gehouden. Ollie doet net alsof hij ziek is en belooft zich een dag later bij de vrouwen te voegen en houdt Stan als zorghulp. Zodra de vrouwen zijn vertrokken, moeten ze zich omkleden voor het feest. Het aantrekken van zijn laarzen is al een onoverkomelijk obstakel voor Ollie omdat hij Stans (veel te kleine) laarzen probeert aan te trekken en ze hopeloos klem aan zijn voeten komen te zitten. Ten slotte dagen de vrouwen terug op omdat ze hun trein hebben gemist.

## Rolverdeling
| Acteur           | Personage      | Nota       |
| ---------------- | -------------- | ---------- |
| Stan Laurel      | Stan           |            |
| Oliver Hardy     | Ollie          |            |
| Anita Garvin     | Mrs. Laurel    | uncredited |
| Charlie Hall     |                |            |
| Isabelle Keith   | Mrs. Hardy     | uncredited |
| Baldwin Cooke    | Cookie         | uncredited |
| Jack Hill        |                |            |
| Chet Brandenburg | taxibestuurder | uncredited |
| Jean De Briac    |                | uncredited |
| Spencer Bell     |                |            |